# Alexandra Burke
Alexandra Imelda Cecilia Ewan Burke (ur. 25 sierpnia 1988) – angielska piosenkarka i autorka tekstów, która zyskała sukces dzięki wygranej w piątej edycji programu telewizyjnego The X Factor.
Jako zwyciężczyni The X Factor, Burke w ramach nagrody wydała debiutancki utwór "Hallelujah", oryginalnie nagrany przez Leonarda Cohena, który ustanowił europejski rekord w ilości sprzedaży singla w przeciągu 24 godzin od daty premiery sprzedając się w nakładzie 105.000 egzemplarzy. Do stycznia 2009 kompozycja zyskała ponad milion nabywców w Wielkiej Brytanii, czyniąc z Alexandry pierwszą brytyjską solową artystkę, której singiel przekroczył sprzedaż miliona egzemplarzy.
Debiutancki album artystki, Overcome ukazał się w październiku 2009 i zadebiutował na szczycie zestawienia najlepiej sprzedających się płyt w Wielkiej Brytanii. Wydawnictwo promowało pięć singli, które znalazły się w Top 20 notowania UK Singles Chart. Dnia 6 grudnia 2010 na rynek muzyczny wydana została edycja deluxe albumu wzbogacona o cztery premierowe utwory. W rodzinnym kraju wokalistki płyta sprzedała się w ilości ponad 600.000 kopii, zyskując certyfikat platynowej płyty.

## Życiorys
Alexandra Burke urodziła się w Islington, dzielnicy Londynu w Wielkiej Brytanii jako córka byłej członkini zespołu Soul II Soul Melissy Bell i Davida Burke. Swoje drugie imię (Imelda) artystka odziedziczyła po swojej babci, trzecie (Cecilia) zawdzięcza dziadkowi (Cecil), natomiast czwarte imię (Ewan) to nazwisko panieńskie jej matki. Rodzice Alexandry rozstali się, kiedy ich córka miała sześć lat. Piosenkarka ma czterech braci oraz jedną siostrę.
Burke rozpoczęła naukę śpiewu w wieku pięciu lat. Cztery lata później wystąpiła wraz z matką na scenie w Bahrajnie. Jako dwunastolatka artystka wzięła udział w programie telewizyjnym Star for a Night, gdzie była najmłodszą uczestniczką w historii show.
Piosenkarka uczęszczała do szkoły Elizabeth Garrett Anderson School w Londynie, którą po egzaminach GCSE opuściła, by skupić się na karierze muzycznej. Przed sukcesem w programie The X Factor Burke etatowo śpiewała w klubach oraz wyruszyła w trasę koncertową z artystami wspierającymi Young Voices – organizację charytatywną opiekującą się dziećmi chorymi na białaczkę.

## Kariera muzyczna

### 2005, 2008-2009:The X Factor
W 2005 Burke wzięła udział w eliminacjach do drugiej serii programu The X Factor, ostatecznie odpadając w trzecim poziomie – wyborze finalistów w domach jurorskich. Louis Walsh, ówczesny mentor grupy wiekowej 16–24, nie zgodził się na dalsze uczestnictwo, argumentując swoją decyzję zbyt młodym wiekiem Alexandry. Po porażce artystka przez trzy lata pobierała lekcje nauki śpiewu, by ponownie pojawić się na castingu do programu. W 2008 ponownie wzięła udział w przesłuchaniach do The X Factor. Dostając się do grupy żeńskiej, której mentorką była Cheryl Cole, otrzymała możliwość uczestnictwa w finałowych odcinkach "na żywo", w których o dalszym losie uczestników decydują widzowie. W pierwszym odcinku Burke wykonała "I Wanna Dance With Somebody" Whitney Houston, tydzień później zaprezentowała "I'll Be There" zespołu The Jackson 5. W trzecim odcinku poświęconym gatunkowi big band Alexandra zaśpiewała utwór "Candyman" Christiny Aguilery zyskując owacje na stojąco zarówno od członków jury jak i publiczności zgromadzonej w studiu. Następnego tygodnia Burke zaprezentowała "On the Radio" Donny Summer. 8 listopada 2008, podczas odcinka poświęconego twórczości Mariah Carey, Alexandra wraz z pozostałymi finalistami spotkała się z gwiazdą na prywatnej lekcji śpiewu, podczas której Carey pochwaliła jej głos. Tego wieczoru Burke wykonała "Without You" ponownie otrzymując pochwały oraz owacje na stojąco. Po udanym występie Alexandra zyskała pochwałę od Mariah, która uznała interpretację utworu za "absolutnie niesamowitą".
W kolejnych dwóch tygodniach Burke zyskiwała kolejne gratulacje za występy do utworów "You are so Beautiful" oraz "Relight My Fire" Dana Hartmana. W ósmym odcinku Alexandra wykonała "Toxic" Britney Spears i "Listen" Beyoncé Knowles zyskując owacje na stojąco. Dziewiątego tygodnia Burke zaśpiewała "Don't Stop the Music" Rihanny otrzymując komplementy od jurorów – Louis Walsh uznał ją za "brytyjską Beyoncé" zaś Simon Cowell skomentował występ "być może widzimy narodziny nowej supergwiazdy. Masz wszystko co potrzeba".
Burke znalazła się w ścisłym finale razem z irlandzkim nastolatkiem Eoghanem Quigg'em oraz zespołem JLS. Trójka finalistów musiała zaśpiewać trzy piosenki – świąteczną piosenkę, duet z prawdziwą gwiazdą oraz ulubioną piosenkę z całej serii. Pierwszą piosenką, którą wykonała była "Silent Night". Następnie zaśpiewała "Listen" w duecie z autorką utworu Beyoncé; po występie Alexandra wyznała, iż "spełniło się jej marzenie". Ostatnią piosenką przed pierwszym głosowaniem była "You Are So Beautiful".
Po eliminacji Quigga, Burke po raz pierwszy wykonała kompozycję Leonarda Cohena z roku 1984 "Hallelujah". Tego samego wieczora Alexandra wygrała piątą serię brytyjskiego programu The X Factor zdobywając 58% głosów spośród ponad ośmiu milionów głosujących. Ostatni utwór wykonywany w show przez Burke wydany został jako jej debiutancki singel, który spędził trzy tygodnie na szczycie notowania UK Singles Chart rozchodząc się w ilości ponad miliona egzemplarzy w Wielkiej Brytanii. Jako zwyciężczyni programu, Alexandra Burke podpisała kontrakt z firmą Syco, podwytwórnią Sony Music, na milion funtów.

### 2009-2011: Overcome
Debiutancki album studyjny Burke, Overcome wydany został w październiku 2009 w Wielkiej Brytanii. Początkowo premiera wydawnictwa miała mieć miejsce w marcu 2009, jednak właściciel wytwórni Syco poinformował o przesunięciu daty ukazania się płyty ze względu na dodatkowe lekcje śpiewu pobierane przez artystkę oraz chęć trafniejszego doboru utworów.
Pierwszym oficjalnym singlem promującym album został utwór "Bad Boys" nagrany z gościnnym udziałem amerykańskiego rapera Flo Rida. Radiowa premiera kompozycji miała miejsce dnia 25 sierpnia 2009 podczas audycji The Chris Moyles Show w radiu BBC Radio 1. Tydzień po ukazaniu się singla na sklepowych półkach, dnia 18 października 2009 "Bad Boys" zadebiutował na szczycie notowania UK Singles Chart. Drugim komercyjnym singlem prezentującym Overcome stała się kompozycja "Broken Heels". Teledysk do utworu nagrywany był w Los Angeles, zaś by promować piosenkę Burke w styczniu 2010 rozpoczęła trasę koncertową po europejskich stolicach z pierwszą datą w Brukseli odwiedzając również Polskę, śpiewając podczas jubileuszowego koncertu radia RMF FM. Na początku maja 2010 ukazał się ostatni singiel promujący standardową wersję wydawnictwa, kompozycja "All Night Long" z udziałem Pitbulla. W celach promocyjnych artystka pojawiła się w półfinale programu Dancing on Ice, gdzie wykonała utwór.
6 grudnia 2010 ukazała się reedycja debiutanckiej płyty wydana pod tytułem Overcome Deluxe Edition wzbogacona o cztery dodatkowe utwory. Specjalna edycja DVD albumu zawiera siedem teledysków wraz z ekskluzywnym materiałem zza kulis wideoklipu do piosenki "The Silence". Pierwszym singlem promującym wydawnictwo została kompozycja "Start Without You" nagrana z gościnnym udziałem rapera Lazy Morgana. Teledysk do utworu miał premierę blisko miesiąc przed jego oficjalną datą premiery za pośrednictwem kanału VEVO wokalistki. Piosenka znalazła się na szczycie zestawienia UK Singles Chart stając się piątym w kolejności singlem zajmującym pozycje w Top 10 notowania. Ostatnią kompozycją promującą album został "The Silence" wydany w grudniu 2010 roku, który nie zyskał takiej popularności jak poprzednie utwory wokalistki pomimo występu promocyjnego w programie The X Factor. Wydawnictwo Overcome zostało odznaczone certyfikatem platynowej płyty w Wielkiej Brytanii przez British Phonographic Industry.
Pod koniec 2009 roku Alexandra Burke wzięła gościnny udział w trasie koncertowej Beyoncé I Am... Tour będąc supportem podczas brytyjskich występów amerykańskiej artystki. Tego samego roku wokalistka podpisała kontrakt z włoskimi projektantami Dolce & Gabbana stając się twarzą ich kolekcji. Burke miała za zadanie prezentować wyroby firmy w swoich teledyskach. W roku 2010 wokalistka wzięła również udział w kampanii promocyjnej marki Sure Woman.

### 2011-obecnie: Heartbreak on Hold
Na początku roku 2011 Burke wyruszyła w trasę koncertową po rodzimym kraju. W ramach show "The All Night Long Tour" wokalistka zaprezentowała trzydzieści pięć występów, na każdym wykonując piętnaście utworów promujących debiutancki album Overcome. Pomiędzy kolejnymi datami trasy koncertowej Alexandra pracuje wraz z producentami RedOne, Bruno Mars, Rico Love czy Ne-Yo nad utworami na kolejne wydawnictwo artystki. W jednym z wywiadów piosenkarka wyjawiła koncepcję nadchodzącego albumu.

"Ten album musi być seksowny, więc będę musiała odnaleźć w sobie odrobinę pikanterii. Podczas pracy nad krążkiem staję się coraz bardziej wyzwolona; w porównaniu z debiutem podejmuję w pewnym sensie ryzyko przez co jest to szalone. Jeżeli chodzi o współpracę z innymi artystami, nie mogę zbyt wiele zdradzić. Mogę jedynie powiedzieć, że mam w planach pewien duet, ale wszystkie chęci dotyczące kolaboracji są jedynie w mojej głowie".

Oprócz pracy nad drugim albumem studyjnym, Alexandra wzięła udział w kilku przedsięwzięciach telewizyjnych. W brytyjskiej wersji programu So You Think You Can Dance artystka wzięła gościnny udział oceniając umiejętności taneczne kilku osób biorących udział w castingach do show. Dnia 5 czerwca 2011 piosenkarka spotkała się z finalistami polskiej edycji programu X Factor, dając im rady dotyczące kariery oraz występując wraz z jednym z uczestników – Michałem Szpakiem w piosence Leonarda Cohena "Hallelujah".
W marcu 2012 na rynkach muzycznych ukazał się pierwszy singiel zwiastujący drugi album studyjny Burke, utwór "Elephant" wyprodukowany przez kolumbijskiego didżeja Ericka Morillo. Kompozycja zadebiutowała w Top 10 oficjalnych notowań w Wielkiej Brytanii oraz Irlandii. Miesiąc po premierze kompozycji, wokalistka wyznała, iż album zatytułowany jest Heartbreak on Hold, a jego data premiery odbędzie się w czerwcu 2012 roku. Tuż przed datą wydania wydawnictwa, 27 maja 2012 na rynkach muzycznych ukazał się utwór "Let It Go", drugi singel promujący album. Kompozycja nie zyskała sukcesu z powodu znikomej promocji spowodowanej brakiem zainteresowania w stosunku do piosenki przez największe rozgłośnie radiowe w Wielkiej Brytanii.

### 2013: New Rules
W sierpniu 2013 roku Burke wydała darmowy EP dla wszystkich swoich fanów, jako podziękowanie za cierpliwość oraz wsparcie. Album został opublikowany do pobrania dnia 30 sierpnia poprzez stronę Daily Mail, znalazło się na nim 6 utworów, w tym jeden z udziałem brytyjskiego rapera Jermaine Scott Sinclair, znanego również jako Wretch 32. Nowe piosenki miały opowiadać o życiu Burke (Day Dream), miały również pokazać jakiego brzmienia fani mogą oczekiwać na jej trzecim studyjnym albumie, nad którym pracowała wówczas. Na płycie znajduje się również jeden cover popularnej piosenki "Fix You" z repertuaru Coldplay.

## Dyskografia
- Overcome (2009)
- Heartbreak on Hold (2012)
- The Truth Is (2018)